# 德意志许岑-艾森贝格屠杀事件
德意志许岑-艾森贝格屠杀事件是1945年3月29日，武装党卫队在奥地利市镇德意志许岑-艾森贝格屠杀了大约60名犹太奴工。后来，人们在德意志许岑-艾森贝格当地一個教堂的外墙上镶了一块牌匾，纪念遇难者。